# Liste der FFH-Gebiete im Landkreis Kitzingen
Die Liste der FFH-Gebiete im Landkreis Kitzingen zeigt die FFH-Gebiete des unterfränkischen Landkreises Kitzingen in Bayern.
Teilweise überschneiden sie sich mit bestehenden Natur-, Landschaftsschutz- und EU-Vogelschutzgebieten.
Im Landkreis befinden sich insgesamt zehn und zum Teil mit anderen Landkreisen überlappende FFH-Gebiete.
| Fledermauswinterquartiere des Steigerwalds und der Frankenhöhe | BW | 6427-371 WDPA: 555521537 | Landkreis Ansbach, Landkreis Neustadt an der Aisch-Bad Windsheim, Landkreis Kitzingen |  | ⊙ | 4,74     |  |
| Flugplatz Kitzingen                                            | BW | 6227-372 WDPA: 555521414 | Landkreis Kitzingen                                                                   |  | ⊙ | 119,71   |  |
| Wälder zwischen Willanzheim, Mainbernheim und Tiefenstockheim  | BW | 6327-372 WDPA: 555521464 | Landkreis Kitzingen                                                                   |  | ⊙ | 301,74   |  |
| Kalktuffquellen zwischen Willanzheim und Markt Einersheim      | BW | 6327-302 WDPA: 555521462 | Landkreis Kitzingen                                                                   |  | ⊙ | 25,00    |  |
| Mainaue zwischen Grafenrheinfeld und Kitzingen                 |    | 6127-371 WDPA: 555521371 | Landkreis Würzburg, Landkreis Schweinfurt, Landkreis Kitzingen                        |  | ⊙ | 1.380,10 |  |
| Mausohrkolonien im Steigerwaldvorland                          | BW | 6028-301 WDPA: 555521308 | Landkreis Kitzingen, Landkreis Haßberge                                               |  | ⊙ | 0,00     |  |
| Prosselsheimer Holz                                            | BW | 6126-301 WDPA: 555521370 | Landkreis Würzburg, Landkreis Kitzingen                                               |  | ⊙ | 223,00   |  |
| Sandgebiete bei Schwarzach, Klein- und Großlangheim            |    | 6227-371 WDPA: 555521413 | Landkreis Kitzingen                                                                   |  | ⊙ | 1.431,76 |  |
| Trockentalhänge im südlichen Maindreieck                       | BW | 6326-371 WDPA: 555521461 | Landkreis Würzburg, Landkreis Kitzingen, Würzburg                                     |  | ⊙ | 511,77   |  |
| Vorderer Steigerwald mit Schwanberg                            |    | 6327-371 WDPA: 555521463 | Landkreis Neustadt an der Aisch-Bad Windsheim, Landkreis Kitzingen                    |  | ⊙ | 8.350,89 |  |
| Legende für Fauna-Flora-Habitat                                |    |                          |                                                                                       |  |   |          |  |